# Campeonato Sudamericano 1917/Spiele
Dieser Artikel umfasst die Spiele des Campeonato Sudamericano 1917 in Uruguay mit allen statistischen Details.
| Pl. | Land        | Sp. | S | U | N | Tore    | Diff. | Punkte |
| --- | ----------- | --- | - | - | - | ------- | ----- | ------ |
| 1.  | Uruguay     | 3   | 3 | 0 | 0 | 009:000 | +9    | 06:0   |
| 2.  | Argentinien | 3   | 2 | 0 | 1 | 005:300 | +2    | 04:20  |
| 3.  | Brasilien   | 3   | 1 | 0 | 2 | 007:800 | −1    | 02:40  |
| 4.  | Chile       | 3   | 0 | 0 | 3 | 000:100 | −10   | 0:60   |

## Uruguay – Chile 4:0 (2:0)
| Uruguay                                           | Uruguay | Chile | Chile |
| ------------------------------------------------- | --- | --- | ----- |
| Uruguay                                           | \| 30. September 1917 in Montevideo (Parque Pereira) \| \| Zuschauer: 22.000 \| \| Schiedsrichter: Germán Guassone ( Argentinien) \|                                                                                 | \| 30. September 1917 in Montevideo (Parque Pereira) \| \| Zuschauer: 22.000 \| \| Schiedsrichter: Germán Guassone ( Argentinien) \|                                                                                | Chile |
| Uruguay                                           | Cayetano Saporiti – Antonio Urdinarán, Manuel Varela – Jorge Germán Pacheco , Gregorio Rodríguez, José Vanzzino – José Pérez, Héctor Scarone, Ángel Romano, Carlos Scarone, Pascual Somma Cheftrainer: Ramón Platero | Manuel Guerrero – Enrique Cárdenas, Francisco Gatica – Luis Alberto García, Héctor Baeza, Guillermo Cisternas – Manuel Jeldes, Rodolfo Rojas, Bartolo Muñoz, Luis Encina, Julio Paredes Cheftrainer: Julián Bértola | Chile |
| Uruguay                                           | 1:0 Carlos Scarone (20.) 2:0 Ángel Romano (44.) 3:0 Carlos Scarone (62.) 4:0 Ángel Romano (75.) | | Chile |
| 30. September 1917 in Montevideo (Parque Pereira) | | |       |
| Zuschauer: 22.000                                 | | |       |
| Schiedsrichter: Germán Guassone ( Argentinien)    | | |       |

## Argentinien – Brasilien 4:2 (1:2)
| Argentinien                                    | Argentinien | Brasilien | Brasilien |
| ---------------------------------------------- | --- | --- | --------- |
| Argentinien                                    | \| 3. Oktober 1917 in Montevideo (Parque Pereira) \| \| Zuschauer: 20.000 \| \| Schiedsrichter: Carlos Fanta ( Chile) \|                                                                                                   | \| 3. Oktober 1917 in Montevideo (Parque Pereira) \| \| Zuschauer: 20.000 \| \| Schiedsrichter: Carlos Fanta ( Chile) \|              | Brasilien |
| Argentinien                                    | Carlos Isola – Antonio Ferro, Armando Reyes – Ernesto Matozzi, Francisco Carlos Olazar , Ricardo Pepe – Calomino, Antonio Blanco, Alberto Bernardino Ohaco, Alfredo Ángel Martín, Juan Nelusco Perinetti Cheftrainer: ohne | Casemiro – Vidal, Chico Netto – Adhemar, Sylvio Lagreca , Galo – Caetano Izzo, Antônio Dias, Amílcar, Neco, Arnaldo Cheftrainer: ohne | Brasilien |
| Argentinien                                    | 1:1 Calomino (15.) 2:2 Alberto Bernardino Ohaco (56.) 3:2 Alberto Bernardino Ohaco (58.) 4:2 Antonio Blanco (80.) | 0:1 Neco (9.) 1:2 Sylvio Lagreca (39.)                                                                                                | Brasilien |
| 3. Oktober 1917 in Montevideo (Parque Pereira) | | |           |
| Zuschauer: 20.000                              | | |           |
| Schiedsrichter: Carlos Fanta ( Chile)          | | |           |

## Argentinien – Chile 1:0 (0:0)
| Argentinien                                    | Argentinien | Chile | Chile |
| ---------------------------------------------- | --- | --- | ----- |
| Argentinien                                    | \| 6. Oktober 1917 in Montevideo (Parque Pereira) \| \| Zuschauer: 12.000 \| \| Schiedsrichter: Alvaro Saralegui ( Uruguay) \| | \| 6. Oktober 1917 in Montevideo (Parque Pereira) \| \| Zuschauer: 12.000 \| \| Schiedsrichter: Alvaro Saralegui ( Uruguay) \|                                                                                         | Chile |
| Argentinien                                    | Carlos Isola – Antonio Ferro, Armando Reyes – Ernesto Matozzi, Francisco Carlos Olazar , Pedro Martínez – Antonio Blanco, Nicolás Vivaldo, Alberto Bernardino Ohaco, Alfredo Ángel Martín, Juan Nelusco Perinetti Cheftrainer: ohne | Manuel Guerrero – Enrique Cárdenas, Francisco Gatica – Luis Alberto García, Norberto Guevara, Juan Alvarado – Hernando Bolados, Rodolfo Rojas, Bartolo Muñoz, Horacio Muñoz, Julio Paredes Cheftrainer: Julián Bértola | Chile |
| Argentinien                                    | 1:0 Luis Alberto García (76., ET) | | Chile |
| 6. Oktober 1917 in Montevideo (Parque Pereira) | | |       |
| Zuschauer: 12.000                              | | |       |
| Schiedsrichter: Alvaro Saralegui ( Uruguay)    | | |       |

## Uruguay – Brasilien 4:0 (2:0)
| Uruguay                                        | Uruguay | Brasilien | Brasilien |
| ---------------------------------------------- | --- | --- | --------- |
| Uruguay                                        | \| 7. Oktober 1917 in Montevideo (Parque Pereira) \| \| Zuschauer: 21.000 \| \| Schiedsrichter: Germán Guassone ( Argentinien) \|                                                                                  | \| 7. Oktober 1917 in Montevideo (Parque Pereira) \| \| Zuschauer: 21.000 \| \| Schiedsrichter: Germán Guassone ( Argentinien) \|                    | Brasilien |
| Uruguay                                        | Cayetano Saporiti – Manuel Varela, Alfredo Foglino – Jorge Germán Pacheco , Gregorio Rodríguez, José Vanzzino – José Pérez, Héctor Scarone, Ángel Romano, Carlos Scarone, Pascual Somma Cheftrainer: Ramón Platero | Casemiro – Vidal, Chico Netto – Antônio Picagli, Sylvio Lagreca , Paula Ramos – Caetano Izzo, Antônio Dias, Amílcar, Neco, Arnaldo Cheftrainer: ohne | Brasilien |
| Uruguay                                        | 1:0 Héctor Scarone (8.) 2:0 Ángel Romano (17.) 3:0 Ángel Romano (77.) 4:0 Carlos Scarone (86.) | | Brasilien |
| Uruguay                                        | Paula Ramos schied in der 24. Spielminute der ersten Halbzeit frühzeitig aus. | | Brasilien |
| 7. Oktober 1917 in Montevideo (Parque Pereira) | | |           |
| Zuschauer: 21.000                              | | |           |
| Schiedsrichter: Germán Guassone ( Argentinien) | | |           |

## Brasilien – Chile 5:0 (4:0)
| Brasilien                                       | Brasilien | Chile | Chile |
| ----------------------------------------------- | --- | --- | ----- |
| Brasilien                                       | \| 12. Oktober 1917 in Montevideo (Parque Pereira) \| \| Zuschauer: 10.000 \| \| Schiedsrichter: Ricardo Vallarino ( Uruguay) \|      | \| 12. Oktober 1917 in Montevideo (Parque Pereira) \| \| Zuschauer: 10.000 \| \| Schiedsrichter: Ricardo Vallarino ( Uruguay) \|                                                                                       | Chile |
| Brasilien                                       | Casemiro – Vidal, Chico Netto – Antônio Dias, Sylvio Lagreca , Galo – Caetano Izzo, Neco, Amílcar, Haroldo, Arnaldo Cheftrainer: ohne | Manuel Guerrero – Enrique Cárdenas, Francisco Gatica – Luis Alberto García, Norberto Guevara, Juan Alvarado – Hernando Bolados, Rodolfo Rojas, Bartolo Muñoz, Horacio Muñoz, Julio Paredes Cheftrainer: Julián Bértola | Chile |
| Brasilien                                       | 1:0 Caetano Izzo (21.) 2:0 Neco (23.) 3:0 Amílcar (26.) 4:0 Amílcar (41.) 5:0 Haroldo (59.)                                           | | Chile |
| Brasilien                                       | Casemiro hielt in der 89. Spielminute einen von Bartolo Muñoz geschossenen Elfmeter.                                                  | | Chile |
| 12. Oktober 1917 in Montevideo (Parque Pereira) | | |       |
| Zuschauer: 10.000                               | | |       |
| Schiedsrichter: Ricardo Vallarino ( Uruguay)    | | |       |

## Uruguay – Argentinien 1:0 (0:0)
| Uruguay                                         | Uruguay | Argentinien | Argentinien |
| ----------------------------------------------- | --- | --- | ----------- |
| Uruguay                                         | \| 14. Oktober 1917 in Montevideo (Parque Pereira) \| \| Zuschauer: 40.000 \| \| Schiedsrichter: Juan Livingstone ( Chile) \|                                                                                      | \| 14. Oktober 1917 in Montevideo (Parque Pereira) \| \| Zuschauer: 40.000 \| \| Schiedsrichter: Juan Livingstone ( Chile) \|                                                                                               | Argentinien |
| Uruguay                                         | Cayetano Saporiti – Manuel Varela, Alfredo Foglino – Jorge Germán Pacheco , Gregorio Rodríguez, José Vanzzino – José Pérez, Héctor Scarone, Ángel Romano, Carlos Scarone, Pascual Somma Cheftrainer: Ramón Platero | Carlos Isola – Antonio Ferro, Armando Reyes – Ernesto Matozzi, Francisco Carlos Olazar , Pedro Martínez – Calomino, Alberto Bernardino Ohaco, Alfredo Ángel Martín, Ernesto Hayes, Juan Nelusco Perinetti Cheftrainer: ohne | Argentinien |
| Uruguay                                         | 1:0 Héctor Scarone (62.) | | Argentinien |
| Uruguay                                         | Saporiti schied in der 70. Spielminute verletzt aus, Varela übernahm daraufhin die Torhüterposition. | | Argentinien |
| 14. Oktober 1917 in Montevideo (Parque Pereira) | | |             |
| Zuschauer: 40.000                               | | |             |
| Schiedsrichter: Juan Livingstone ( Chile)       | | |             |